# مبرهنة ستورم
في الرياضيات، مبرهنة ستورم هي وسيلة رمزية لتحديد عدد الجذور الحقيقيية لمتعددة حدود ما. سميت هكذا نسبة إلى جاك شارل فرانسوا ستورم. بينما تهتم المبرهنة الأساسية في الجبر بالجذور العقدية لمتعددة حدود ما، تهتم مبرهنة ستورم بالجذور الحقيقية فقط ولا تنظر إلى تعدديتها.

## وصلات خارجية
- البرنامج سي from Graphic Gems by D.G. Hook and P.R. McAree.